# Tidens Tegn
Tidens Tegn est un quotidien norvégien initialement libéral de gauche publié à Oslo de 1910 à 1941.

## Histoire
En 1910, le rédacteur en chef du journal libéral Verdens Gang, Ola Thommessen, entre en conflit avec Ole Madsen, l'un des principaux actionnaires du périodique. Thommessen démissionne, suivi d'une bonne partie de l'équipe de rédaction de Verdens Gang, et fonde un nouveau titre, Tidens Tegn.
Le nouveau journal, qui soutient le Parti libéral de gauche (Frisinnede Venstre), devient rapidement le deuxième plus lu du pays. De grands noms publient dans ses colonnes, comme Christian Krohg, Nils Kjær, Sven Elvestad, Carl Nærup, Ronald Fangen ou Sigurd Bødtker. Il rachète Verdens Gang en 1923. De 1924 à 1932, il publie également une édition du soir, Oslo Aftenavis.
Dans les années 1930, Tidens Tegn s'éloigne du Parti libéral de gauche pour adopter une ligne plus indépendante, sous la direction du fils d'Ola Thommessen, Rolf. Il publie ainsi plusieurs textes de Vidkun Quisling, le fondateur du parti d'extrême droite Nasjonal Samling. Le lectorat du journal décline durant cette période, et il cesse d'exister après l'invasion allemande, en avril 1941. Après la libération du pays, un Verdens Gang recréé lui succède.

## Rédacteurs en chef
- 1910-1917 : Ola Thommessen
- 1917-1938 : Rolf Thommessen
- 1938-1940 : Jonas Schanche Jonasen
- 1940-1941 : Ranik Halle